# Libwww
libwww (anglická zkratka z Library World Wide Web) je  programové rozhraní pro práci s webovým protokolem a zároveň referenční implementace tohoto rozhraní. Knihovna byla vyvíjena jako testovací prostředí pro vývoj webového protokolu a jejími původními autory byli přímo Tim Berners-Lee a Jean-François Groff (student v Evropské organizaci pro jaderný výzkum), kteří knihovnu založili jako reimplementaci některých částí prohlížeče WorldWideWeb v přenositelném programovacím jazyce C.
Knihovnu od té doby využili mnozí tvůrci webových prohlížečů, editorů HTML a webových botů, ovšem od roku 2003 ji konsorcium W3C, které se o ni staralo, přestalo dále vyvíjet.
Mezi protokoly podporované knihovnou libwww patří:
- FTP
- Gopher
- HTTP
- NNTP
- Telnet
- WAIS

Dále je podporováno například :
- TLS pomocí knihovny OpenSSL
- komprese gzip pomocí knihovny zlib